# Guarino Guarini

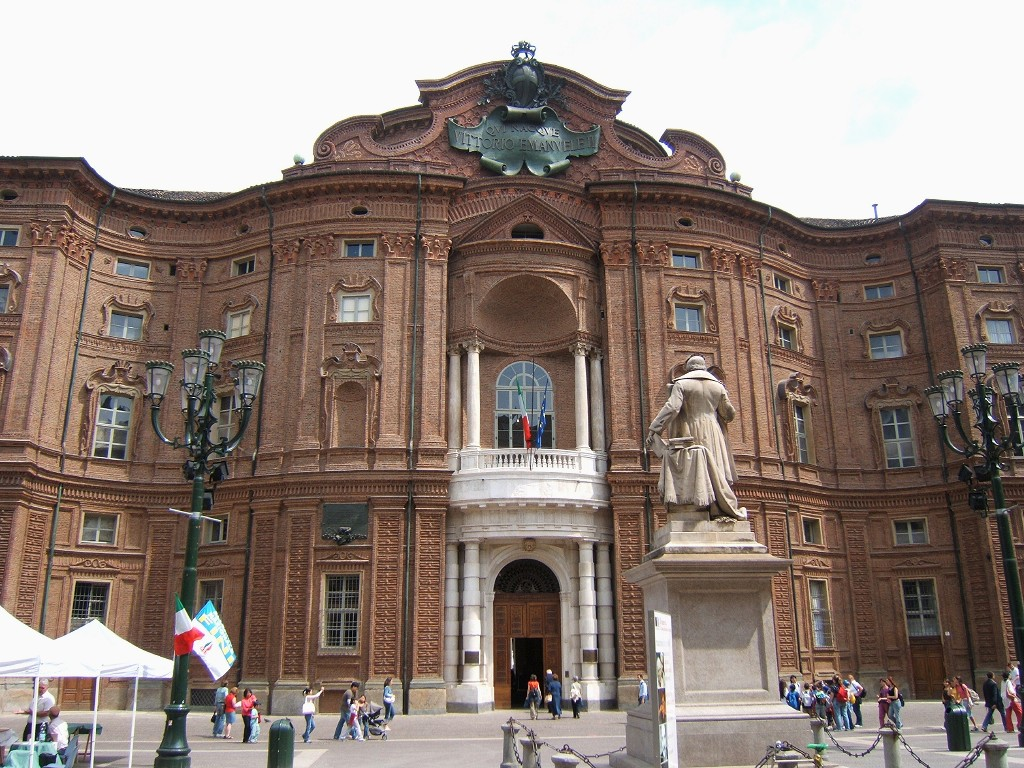
Palazzo Carignano w Turynie.

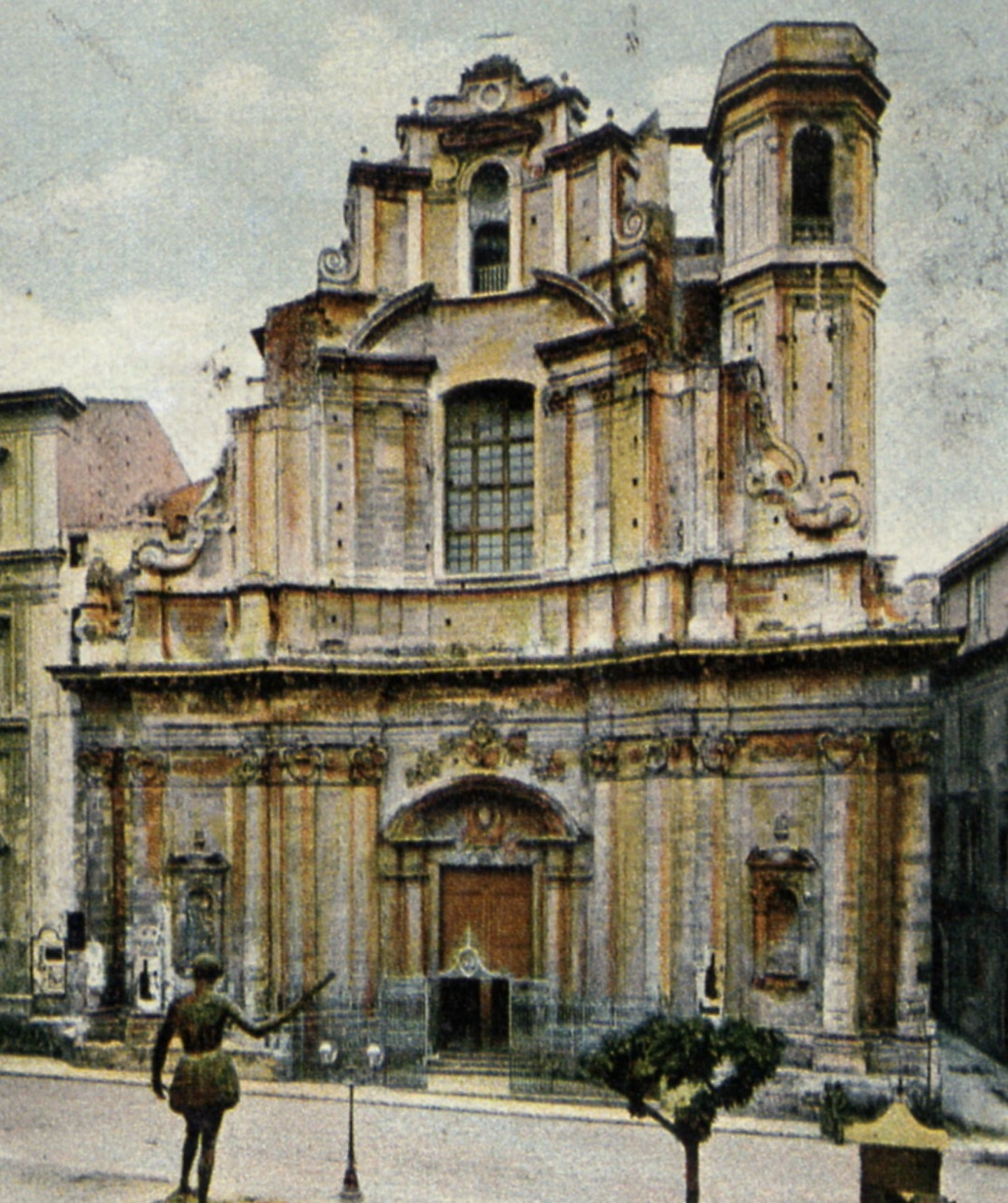
San Annunziata dei Teatini w Mesynie

Camillo-Guarino Guarini, (ur. 7 stycznia 1624 w Modenie, zm. 6 marca 1683 w Mediolanie) – włoski architekt, przedstawiciel dojrzałego baroku.

## Życiorys
W wieku 15 lat wstąpił do zakonu teatynów w Modenie, gdzie zdobył podstawowe teologiczne wykształcenie, a następnie wyjechał do Rzymu studiować teologię, filozofię, matematykę i architekturę. W 1647 roku wrócił do Modeny, gdzie pracował przy kościele San Vicenzo. W 1655 roku przeniósł się do Messyny, aby zaprojektować fasadę kościoła SS. Annunziata (obecnie zniszczona). Następnie Guarini wyjechał do Paryża, gdzie zapoznał się z filozofią Kartezjusza. Odtąd zmierzał do łączenia w swoich dziełach kartezjańskiego racjonalizmu z religijną duchowością. Od 1666 aż do swojej śmierci tworzył w Turynie.
Będąc pod wielkim wrażeniem architektury rzymskiego baroku, odwoływał się w szczególności do działalności Borrominiego, jego najsłynniejszego dzieła kościoła San Carlo. Chwalił się swoimi zdolnościami matematycznymi, tworząc innowacyjne konstrukcje kopuł. Wychodząc od standardowego założenia kopuły na bębnie, tworzył bardzo dynamiczne, ale strukturalnie logiczne założenia, wzbogacane iluzyjnymi ornamentami i silnym kontrastem światłocieniowym, co stanowi charakterystyczną cechę jego twórczości. Studiując historię architektury, czerpał inspirację przede wszystkim z mistycznej sztuki gotyku, która poprzez zastosowanie konstrukcji przyporowej w architekturze, umożliwiała budowanie bardzo cienkich ścian, a ciężar sklepień i dachu przerzucała na zewnętrzne przypory. Dla ówczesnego społeczeństwa taka konstrukcja pozostawała niezrozumiała, tak jak fantastyczne kopuły i na pozór skomplikowane struktury Guariniego stanowiły zagadkę dla XVII – wiecznych odbiorców sztuki.
Guariniego można uważać za prekursora architektury współczesnej, ponieważ jako pierwszy zwraca szczególną uwagę na technikę i konstrukcję budynku, niż na kształtowanie jego powierzchni.
Jego dzieła to przede wszystkim kościół zakonu teatynów San Lorenzo w Turynie, Palazzo Carignano w Turynie oraz kaplica Santa Sindone, dobudowana do katedry turyńskiej, przeznaczona na przechowanie Całunu Turyńskiego.

## Dzieła
- Sainte Anne le Royale,
- Santa Maria della Divina Providenca,
- Colegio dei Nobili (1678, Turyn)
- Cappella della Santissima Sindone,
- San Lorenzo,
- La Consola,
- Palazzo Carignano.